# Млађи референти
Млађи референти (енгл. The Internship) америчка је филмска комедија из 2013. године у режији Шона Ливија, по сценарију Винса Вона и Џареда Стерна. Главне улоге тумаче Винс Вон и Овен Вилсон као недавно отпуштени продавци који покушавају да се такмиче са много млађим и технички вештијим кандидатима за посао у Гуглу.

## Радња
Након отказа, двојица мушкараца у четрдесетим годинама покушавају да успеју као стажисти у успешној интернет-команији, где се, без имало знања о модерној технологији и тренодвима, такмиче са упола млађим људима.

## Улоге
| Глумац         | Улога           |
| -------------- | --------------- |
| Винс Вон       | Били Макмахон   |
| Овен Вилсон    | Ник Кембел      |
| Роуз Берн      | Дејна Симс      |
| Макс Мингела   | Грејам Хотри    |
| Дилан О’Брајен | Стјуарт Твомбли |
| Џош Бренер     | Лајл Сполдинг   |
| Тија Сиркар    | Неха Пател      |
| Тобит Рафаел   | Јо-Јо Сантос    |
| Асиф Мандви    | Роџер Чети      |